# Cour de justice militaire
La Cour de justice militaire est une juridiction extraordinaire française créée par une loi du 9 mars 1932, chargée de réviser les jugements rendus dans les zones militaires par les juridictions d'exception,. Elle tient sa première séance le 27 mai 1933 au Cherche-Midi,.

## Composition
La Cour de justice militaire est composée à parité de magistrats et d'anciens combattants.

## Principales affaires
La Cour de justice militaire a notamment réhabilité les caporaux de Souain en 1934.